# Брэдли, Стивен
Стивен Роу Брэдли (англ. Stephen Row Bradley; 1754—1830) — был американским юристом, судьёй и политиком. Он был сенатором США от штата Вермонт и временным президентом Сената США в начале 1800-х годов.

## Биография
Брэдли родился 20 февраля 1754 года в Чешире, штат Коннектикут. Он был сыном Мозеса Брэдли (англ. Moses Bradley) и Мэри Роу (англ. Mary Row). Брэдли окончил Йельский колледж в 1775 году.
После окончания учёбы Брэдли был назначен капитаном ополчения Коннектикута и дослужился до звания майора. Он командовал Чеширскими добровольцами, а в декабре 1776 года служил адъютантом. Он был назначен ответственным по продаже захваченного имущества противника и лоялистов и квартирмейстером, а затем служил адъютантом генерала Вустера во время британской атаки на Данбери 27 апреля 1777 года, когда Вустер был смертельно ранен. Брэдли подал в отставку после битвы. В 1778 году он получил степень магистра искусств в Йеле. В 1779 году он переехал в Вестминстер, штат Вермонт, и изучал право под руководством Тэппинга Рива, основателя Литчфилдской школы права. Брэдли был принят в коллегию адвокатов в 1779 году и начал юридическую практику в Вестминстере, став важным гражданином города. В октябре 1779 года Законодательное собрание избрало его одним из пяти агентов Конгресса США от Вермонта; в начале 1780 года он написал трактат под названием «Призыв Вермонта к откровенному и беспристрастному миру», в котором защищал право Вермонта на независимость от конкурирующих требований Нью-Йорка, Нью-Гэмпшира и Массачусетса.
В июне 1780 года Брэдли был назначен прокурором штата в округе Камберленд, штат Вермонт. Он занимал должности регистратора наследства и городского писаря, а в 1783 году служил уездным судьёй. Он также проработал семь лет в Палате представителей Вермонта в 1780-х годах. Он был спикером Палаты представителей Вермонта в 1785 году.
На Брэдли по-прежнему возлагалась дополнительная ответственность в милиции. Назначенный старшим лейтенантом в августе 1780 г., в октябре он был произведён в полковники и стал командиром 1-го полка. Позже он был произведён в бригадные генералы, и служил в качестве командира 8-й бригады до 1791 года.
Он служил судьёй Высшего суда Вермонта в 1780-х годах и Верховного суда Вермонта в 1788 году. Брэдли сыграл важную роль в урегулировании пограничных споров Вермонта с Нью-Гэмпширом. Вермонт стал частью Соединённых Штатов 4 марта 1791 года. Брэдли и Мозес Робинсон были избраны законодательным собранием штата и первыми заняли два места в сенате Вермонта. В 1791 году он вошёл в Сенат Соединённых Штатов и поддержал анти-административную фракцию. Потерпев поражение на переизбрании в 1794 году, он вернулся в Вестминстер и занялся юриспруденцией и местной политикой, работая в городском совете.
Переизбранный в качестве кандидата от Джефферсона в Сенат Соединённых Штатов в 1800 году, он занимал пост временного президента Сената с конца 1801 года почти до конца 1802 года, и пару недель в период 1808-1809 гг.
Брэдли приписывают написание Двенадцатой поправки к Конституции Соединённых Штатов, которая была принята Конгрессом в 1803 году и ратифицирована в 1804 году. Являясь демократом-республиканцем, он был противником войны 1812 года.
После ухода из Сената в 1813 году, покинул политику и вернулся в Вестминстер. Он прожил там пять лет, а в 1818 году переехал в Уолпол, штат Нью-Гэмпшир, где прожил всю оставшуюся жизнь. Его дом в Уолполе внесён в Национальный реестр исторических мест.
Брэдли умер в Уолполе, графство Чешир, штат Нью-Гэмпшир, 9 декабря 1830 г. Его тело было возвращено в Вестминстер, штат Вермонт, и он похоронен на Вестминстерском кладбище.
Известный как умный и эксцентричный человек, Брэдли был хорошим юристом и оратором. Назначенный научным сотрудником Миддлберийского колледжа 1 сентября 1800 года, он занимал эту должность до конца своей жизни. Колледжи Миддлбери и Дартмута присвоили ему почётную степень доктора юридических наук.
Брэдли женился на Мераб Этуотер (англ. Merab Atwater) 16 мая 1780 года. После её смерти он женился на Грации Сенкфул Тэйлор (англ. Gratia Thankful Taylor) 12 апреля 1789 года. Он женился в третий раз, 18 сентября 1803 года, на Белинде Уиллард (англ. Belinda Willard). У него было пятеро детей и более дюжины внуков. Три его дочери вышли замуж за известных людей, одним из которых был Сэмюэл Тюдор. Его сын Уильям Цар Брэдли, также политик, несколько раз проработал в Конгрессе.